# أنكريون

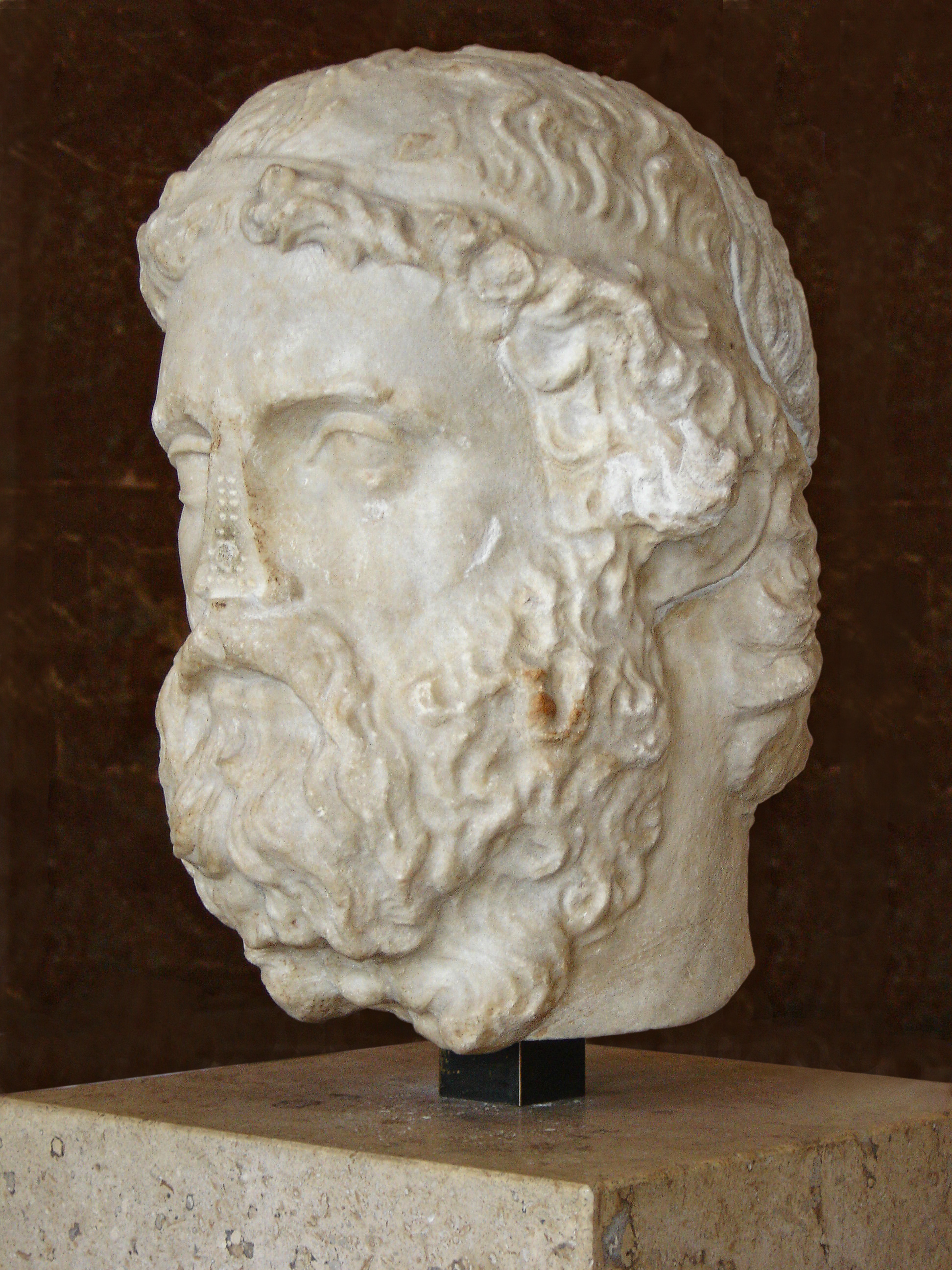
تمثال نصفي أناكريون في متحف اللوفر

أنكريون (/əˈnækriən/ ، Greek ؛ ق. 582– ق. 485 قبل الميلاد)  لقد برز الشاعر الغنائي اليوناني بأغاني الشراب والقصائد الفاحشة. ادرجه الإغريق في وقت لاحق ضمن القائمة القانونية لتسعة شعراء غنائيين. كتب أنكريون كل شعره باللهجة الأيونية القديمة. حاله حال كل الشعر الغنائي المبكر، تم تأليفه ليُغنى أو يُتلى بمصاحبة الموسيقى، وعادة ما تكون القيثارة. تطرق شعر أنكريون إلى موضوعات عالمية للحب والافتتان والإحباط والعربدة والحفلات والمهرجانات وتأمل الناس والحياة.

## حياته

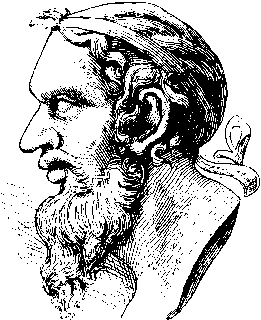
نقش من القرن الثامن عشر بعد تمثال نصفي لأنكريون

وُلد أنكريون حوالي عام 582 قبل الميلاد في تيوس، وهي مدينة أيونية على ساحل آسيا الصغرى. اسم وهوية والده محط نزاع، حيث قامت السلطات المختلفة بتسميته أربعة احتمالات: إما سكيثيانوس أو يوميلوس أو بارثينوس أو ارستوكريتوس.
على الأرجح أن أنكريون قد فر إلى المنفى مع معظم رفاقه من سكان المدينة الذين أبحروا إلى تراقيا عندما هاجم الفرس وطنهم. حيث أسسوا هناك مستعمرة في أبديرا، بدلاً من البقاء في الخلف لتسليم مدينتهم إلى Harpagus، أحد جنرالات كورش العظيم. كان كورش في ذلك الوقت (545 قبل الميلاد)، يحاصر المدن اليونانية في آسيا الصغرى. وقد بدا أن أنكريون قد شارك في القتال، والذي بحسب اعترافه انه لم يشعر بنفسه.
وقد سافر من تراقيا إلى باحة بوليكراتس ساموس. ويقال إنه كان مدرسًا لمادة البوليكراتس. ولقد اكتسب ثقة طاغية الذي كانت قائمة على هيرودوت،  الذي لاحظ الشاعر كان جالسًا في القاعة الملكية أثناء الاستماع إلى المبجل الفارسي. لقد كتب أنكريون عديدًا من القصائد الغنائية المجانية عن راعيه. مثل زميله الشاعر الغنائي هوراس، الذي كان أحد أكبر المعجبين به، وكثيرًا ما تطيب أنفسهم لبعض، كما يبدو أن أنكريون قد صُنع للطبقة الأرستقراطية.
كتب جون أديسون  عام 1735 قصة رواها ستوبايوس عن أنكريون. بعدما حصل أنكريون على كنز من خمس مواهب ذهبية من بوليكراتس، لم يستطع النوم لمدة ليلتين على التوالي. ثم أعاده إلى راعيه قائلاً: «مهما كان المبلغ كبيرًا، فهو ليس ثمنًا مساويًا لمشقة الاحتفاظ به».
عند وفاة بوليكراتس، أرسل هيبارخوس الذي كان بذلك الوقت في السلطة في أثينا وصاحب ورث الأذواق الأدبية لوالده بيسستراتوس، سفارة خاصة لجلب الشاعر الشهير إلى أثينا في مطبخ مكون من خمسين مجذافًا. ولقد في أثينا على الشاعر سيمونيدس وأعضاء آخرين ممن يحيطون بهيبارخوس. وعندما أُغتيل هيبارخوس تفكك من يحيطون به، وعلى الأرجح نتيجة لذلك فقد عاد أنكريون إلى بلدته الأصلية تيوس، حيث توفي ودُفن فيها وفقًا لمرثية نصية منسوبة إلى صديقه سيمونيدس.
وفقا للآخرين، قبل أن يعود إلى تيوس، رافق سيمونيدس إلى محكمة Echecrates, لوسيان ال Thessalian الأمير من بيت Aleuadae . يذكر أنكريون من بين الأمثلة على طول عمر الرجال البارزين، حيث أكمل خمسة وثمانين عامًا. ثم اختنق ببذرة عنب كما ذُكر في الحكاية التي قدمها بليني الأكبر ، لكن القصة بها جو من التكيف الأسطوري مع عادات الشاعر، مما يجعلها على الأرجح ملفقة.
كان انكريون مشهورًا في أثينا لمدة طويلة، حيث كان من المقرر رؤية تمثاله في الأكروبوليس، إلى جانب تمثال صديقه Xanthippus، والد Pericles. تم العثور على عملات معدنية في تيوس وهو منحوت فيها، في بعض منها يحمل قيثارة بيده، وفي بعضها جالسًا، وأحيانًا واقفًا. تم العثور على تمثال رخامي في عام 1835 في منطقة سابين، والآن في جاليريا بورغيزي، يقال إنه يمثل أنكريون.

## أشعاره

### الشكل والأسلوب الشعري

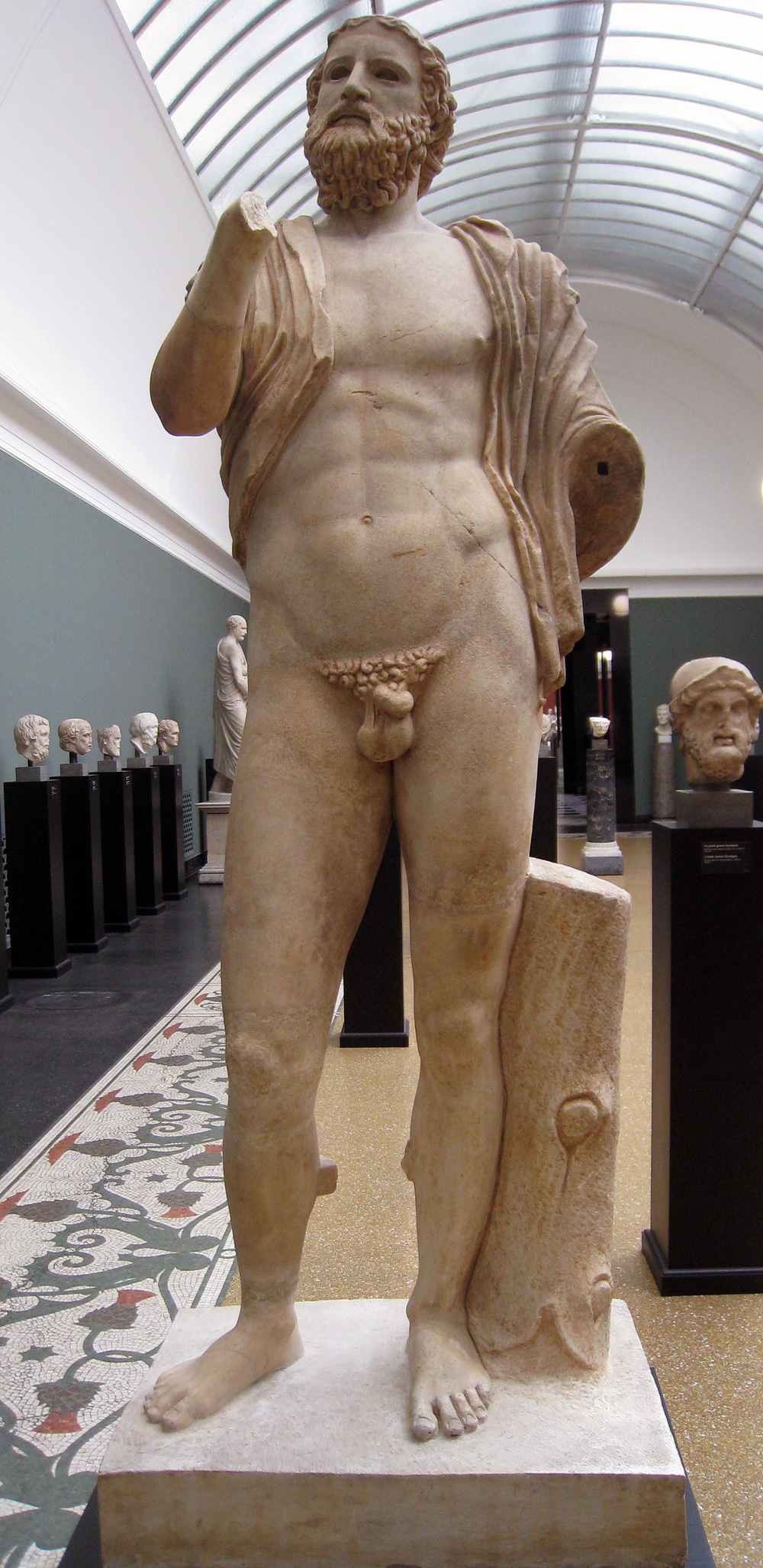
تمثال يجسد انكريون وهو يغني ويعزف على القيثارة.

كتب أنكريون كل شعره باللهجة الأيونية القديمة. كحال كل الشعر الغنائي المبكر، تم تأليفه ليُغنى أو يُتلى بمصاحبة الموسيقى، وعادة ما تكون القيثارة. كانت أشعار أنكريون في المقام الأول على شكل أحادي بدلاً من جوقة.
تماشيًا مع التقاليد الشعرية اليونانية، اعتمد في كتابة شعره على بحر في بنائه. البحر الشعري هو شكل إيقاعي بنوع خاص، يستمد بنيته من أنماط السمات الصوتية داخل وبين سطور الشعر. تم العثور على الزخرفة الصوتية في شعر أنكريون، مثل كل الشعر اليوناني في ذلك الوقت، في التناوب المنظم للمقاطع «الطويلة» و «القصيرة». كان لللهجة الأيونية أيضًا جانب نغمي يضفي جودة لحنية طبيعية على الغناء. بحور أنكريون تتضمن Anacreonteus .
اللغة اليونانية خصوصًا مناسبة لهذا الأسلوب المنظوم للشعر لكنه لا ينتقل بسهولة إلى اللغة الإنجليزية. ونتيجة لذلك، مال المترجمون تاريخيًا إلى استبدال القافية، وإيقاعات الضغط، والمقاطع الشعرية المنظمة وغيرها من الأدوات لأسلوب النسخ الأصلية، فأحيانًا لا يتم اقتباس الا موضوع وجوهر الشعر اليوناني فقط. كان المترجمون الأحدث يميلون إلى محاولة الترجمة بحيطةً أكبر والتي برغم من فقدانها لصوت النصوص الأصلية، إلا أنها قد تكون أكثر صدقًا بمذاقهم الخاص.
تم تضمين عينة من الترجمة في تقليد القافية الإنجليزية أدناه.

### محاور وموضوعات شعر أنكريون
تطرق شعر أنكريون إلى موضوعات عالمية للحب والافتتان والإحباط والعربدة والحفلات والمهرجانات ومشاهدة الناس والحياة. إن موضوعات شعر أنكريون هي التي ساعدت في إبقائه مألوفًا وممتعًا لأجيال من القراء والمستمعين. ألهمت شعبيته واسعة النطاق عددًا لا يحصى من المقلدين الذين بدورهم حافظوا على اسمه على قيد الحياة.
اشتهر أنكريون باعتباره مؤلف للتراتيل، فضلا عن العربدة والكلمات الغرامية التي ترتبط عادة مع اسمه. ترنيمتان قصيرتان لأرتميس وديونيسوس، تتكونان من ثمانية وأحد عشر سطراً على التوالي، تقف أولاً بين بقاياه القليلة المفروغ منه، كما طبعت من قبل المحررين الجدد. لكن الترانيم، خاصة عندما تكون موجهة إلى آلهة مثل أفروديت وإيروس وديونيسوس، لا تختلف كثيرًا عما نسميه شعر «أناكريونتيك» بحيث تجعل التباين في الأسلوب كبيرًا كما قد تدل عليه الكلمة. ربما أدت نبرة الانصباب الغنائي لأنكريون إلى تقدير غير عادل من قبل القدماء والحديثين لشخصية الشاعر. «المقدسات الثلاثية» اللإلهاموالنبيذ والحب، المنسوبة إليه على أنها دينه في إبيغرام يوناني قديم،  ربما كانت احترافية بحتة في الحالتين الأخيرتين كما في الحالة الأولى، وشخصيته الخاصة في مثل هذه ربما لم تكن النقاط أفضل بكثير ولا أسوأ من تلك الخاصة بمعاصريه. يلاحظ أثينايوس بشكل حاد أنه يبدو على الأقل متيقظًا عندما كتب. كانت شخصيته محط جدال، لأنه وفقًا لباسانياس، يصوره تمثاله في أكروبوليس أثينا على أنه مخمور.  لكن هو نفسه يرفض بشدة، كما يفعل هوراس، الخصائص الوحشية للتسمم لأنها لا تصلح إلا للبرابرة والسكيثيين.
من بين الكتب الخمسة للقطع الغنائية التي كتبها أنكريون والتي ذكرها سودا وأثينيوس على أنها موجودة في عصرهم، لا توجد اليوم سوى الأجزاء البسيطة التي تم جمعها من استشهادات الكتاب اللاحقين.
كان يُعتقد منذ فترة طويلة أن مجموعة قصائد للعديد من المقلدين المجهولين هي أعمال أنكريون نفسه. تُعرف باسم Anacreontea، وقد تم حفظها في مخطوطة من القرن العاشر تضمنت أيضًا مختارات بالاتين. يبدو أن القصائد نفسها قد تم تأليفها على مدى فترة طويلة من الزمن، من وقت الإسكندر الأكبر حتى الوقت الذي تلاشت فيه الوثنية في الإمبراطورية الرومانية. إنها تعكس الأناقة الفاتحة للكثير من أعمال أنكريون الأصلية رغم أنها لم تكن مكتوبة بنفس اللهجة اليونانية الأيونية التي استخدمها أنكريون. كما أنها تعرض مراجع وأساليب أدبية أكثر شيوعًا في وقت تكوينها الفعلي.

### قصيدة مترجمة
نموذجي من معظم الجهود في الترجمة، هذا الكتاب من القرن التاسع عشر بواسطة والتر هيدلام يأخذ موضوع أشعار أنكريون ويحولها إلى أسلوب قافية نموذجي للشعر الإنجليزي المكتوب في يوم هيدلام. موضوع القصيدة لا يزال قائما: أنكريون يشكو من أن الشابة التي يقارنها بمهر تراقي، لا تعترف بمهاراته الغزلية.
اه قولي لي لماذا تستديري وتحلقين،
يا مهرتي الخجولة الثراسية؟
لماذا تستديري بارتياب
بتلك النظرة القاسية،
وتظني اني كالأحمق؟
انا المبارك بذكاء حاد
لكي اضع اللجام
لجعلك تلتفي
كل نهاية منعطف
في عدة كل المسار
ولكن الآن أصبح المرج حرًا
ووثبتها بفرح ومرح
والسيد لم يوفى به بعد
لكي يركب المركبة ويتحكم بك